# Grindavík

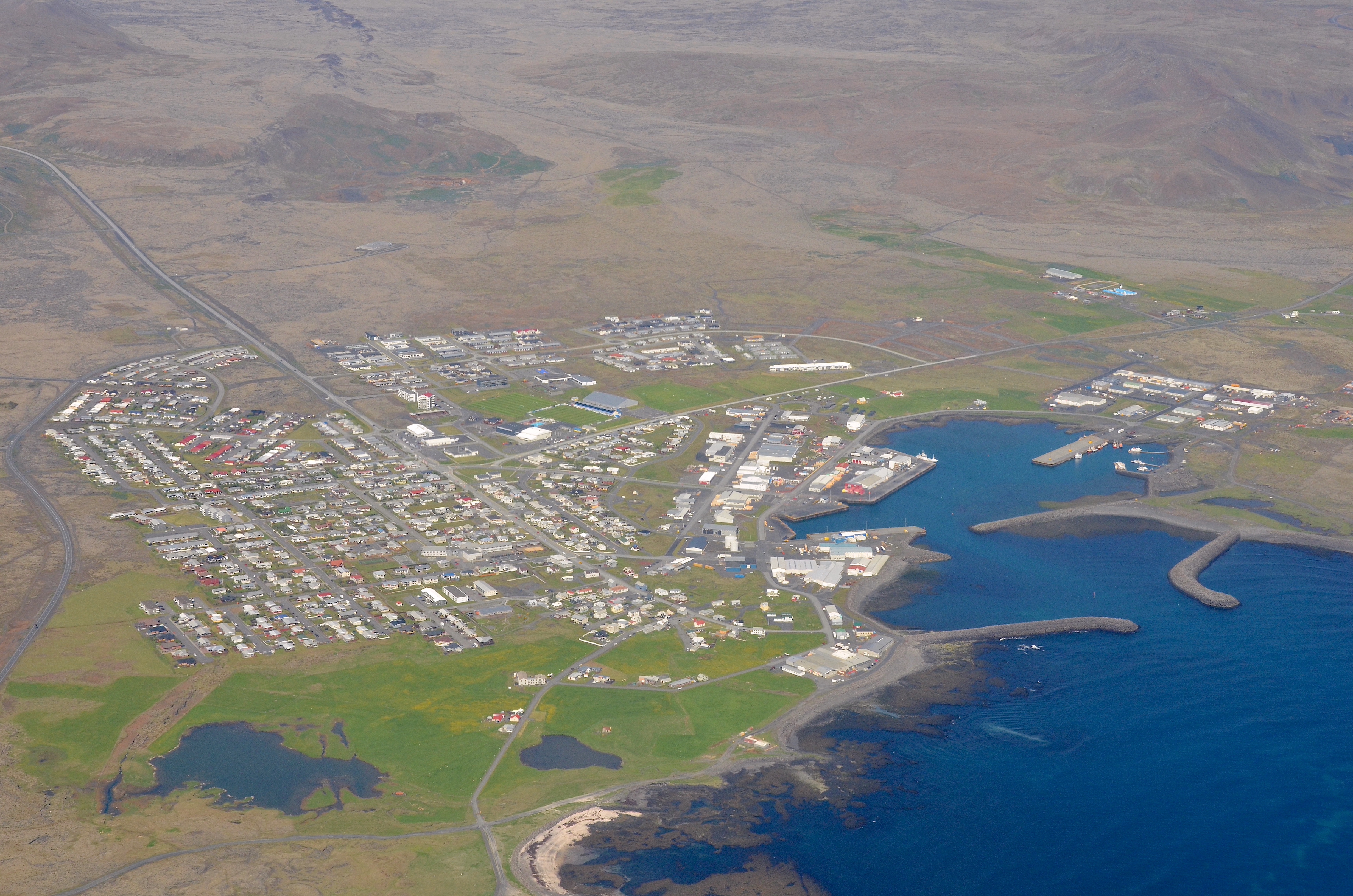
Luftaufnahme von Grindavík im Juni 2022

Grindavík (deutsch „Gitterbucht“) ist eine Hafenstadt in Südwestisland auf der Halbinsel Reykjanesskagi, deren Geschichte fast ein Jahrtausend umfasst. Die Stadt ist seit 2023 stark von den Begleiterscheinungen der Vulkanausbrüche an der Sundhnúkur-Kraterkette betroffen. Im Dezember 2023 / Januar 2024 trat Lava aus mehreren Spalten im Norden nahe der Stadt aus. In der Stadt gab es am Anfang Zerstörungen durch Erdbeben und Bodenrisse, im Januar durch Lava, die am Stadtrand ausgeflossen war, bis zum Wohngebiet floss und dort drei Häuser zerstörte.

## Allgemeines
Die Stadt verfügt über einen der wenigen Häfen an der flachen Südküste. Die meisten Einwohner arbeiten in der Fischindustrie. Am 1. Januar 2023 hatte Grindavík 3669 Einwohner. Die Entfernung nach Reykjavík beträgt 51 km.

## Geschichte

### Entstehung im 10. Jahrhundert, Handel mit Stockfisch
Die Gegend wurde schon bei der Landnahme im Jahr 934, gemäß dem Landnahmebuch, besiedelt. Eine Kirche in Grindavík wurde im Jahre 1200 in der Aufzählung der Kirchen Islands von Bischof Pál erwähnt. Von Grindavík wurde Stockfisch an die Hanse verkauft.

### Dänisches Monopol (1602), Handelshafen, Barbareskenüberfall (1627)
Als 1602 das dänische Handelsmonopol eingeführt wurde, machte man Grindavík zum Handelshafen. Der Ort hatte allerdings keinen natürlichen Hafen, sondern die Boote wurden an Land gezogen.
Im Jahre 1627, mitten im Dreißigjährigen Krieg, fand der so genannte Türkenüberfall statt. Marokkanische und algerische Barbaresken-Piraten überfielen mit vier Schiffen im Abstand von 14 Tagen isländische Küstenorte, darunter Grindavík, vor allem aber die Vestmannaeyjar. Die rund 300 Gefangenen wurden nach Salé und Algier verschleppt und in die Sklaverei verkauft. Die erste, aus Marokko stammende Flottille, griff unter Murat Reis am 20. Juni Grindavík an. Sie nahmen 12 oder 15 Isländer und ein weiteres dänisches und holländisches Besatzungsmitglied gefangen, verletzten zwei Ortsbewohner tödlich und nahmen zwei Schiffe und andere Beute mit. Dann nahmen sie Kurs auf Bessastaðir, doch ihr Schiff kollidierte mit einem Kutter. Sie segelten nach Salé zurück, wo sie die Gefangenen in die Sklaverei verkauften. Die andere Flottille plünderte vom 5. bis zum 13. Juli 1627 in den Fjorden, vor allem in Berufjörður und Breiðdalur. Sie nahmen Vieh, Kirchenschmuck mit, plünderten und versenkten ein Handelsschiff in Djúpivogur. Den Bewohnern von Fáskrúðsfjörður gelang es, rechtzeitig zu fliehen. Die Algerier segelten mit 110 Ostfjordern sowie der dänischen Besatzung des Handelsschiffes westwärts, von denen neun getötet wurden. Ein englisches Schiff wies ihnen einen günstigen Weg an die Westküste. Dort wurden sie am 16. Juli gesichtet, während eines Scharmützels konnte die dänische Schiffsbesatzung an Land rudern und sich in Sicherheit bringen.
Die Plünderer nahmen die Leute im Dänischen Haus gefangen und töteten während des Feldzugs wahrscheinlich 34 von ihnen, darunter einen der Pfarrer namens Jón Þorsteinsson. Der andere Priester, Ólafur Egilsson, wurde mit seiner Frau und seinen Kindern gefangen genommen. Die Plünderer brannten Kirche und Haus nieder, mitsamt allen, die sie nicht mitnehmen wollten. Die meisten Quellen gehen davon aus, dass 234 Menschen auf den Westmännerinseln ums Leben kamen, die übrigen wurden nach Algier verschleppt und dort verkauft. Rund 100 sollen zum Islam konvertiert sein, vor allem die Jüngeren. 1635 wurde eine Liste angelegt, in der noch 70 Isländer christlichen Glaubens vermerkt wurden. Auf Island und in Dänemark wurden Kollekten zum Freikauf der Gefangenen aufgelegt. Nach neun Jahren wurden 34 von ihnen freigekauft – die bekannteste unter ihnen war wohl Guðríður Símonardóttir; sechs starben unterwegs, einer blieb in Glückstadt; 1645 kamen weitere acht frei.

### Bevölkerungsrückgang, neuer Hafen (1939), Verachtfachung der Bevölkerung

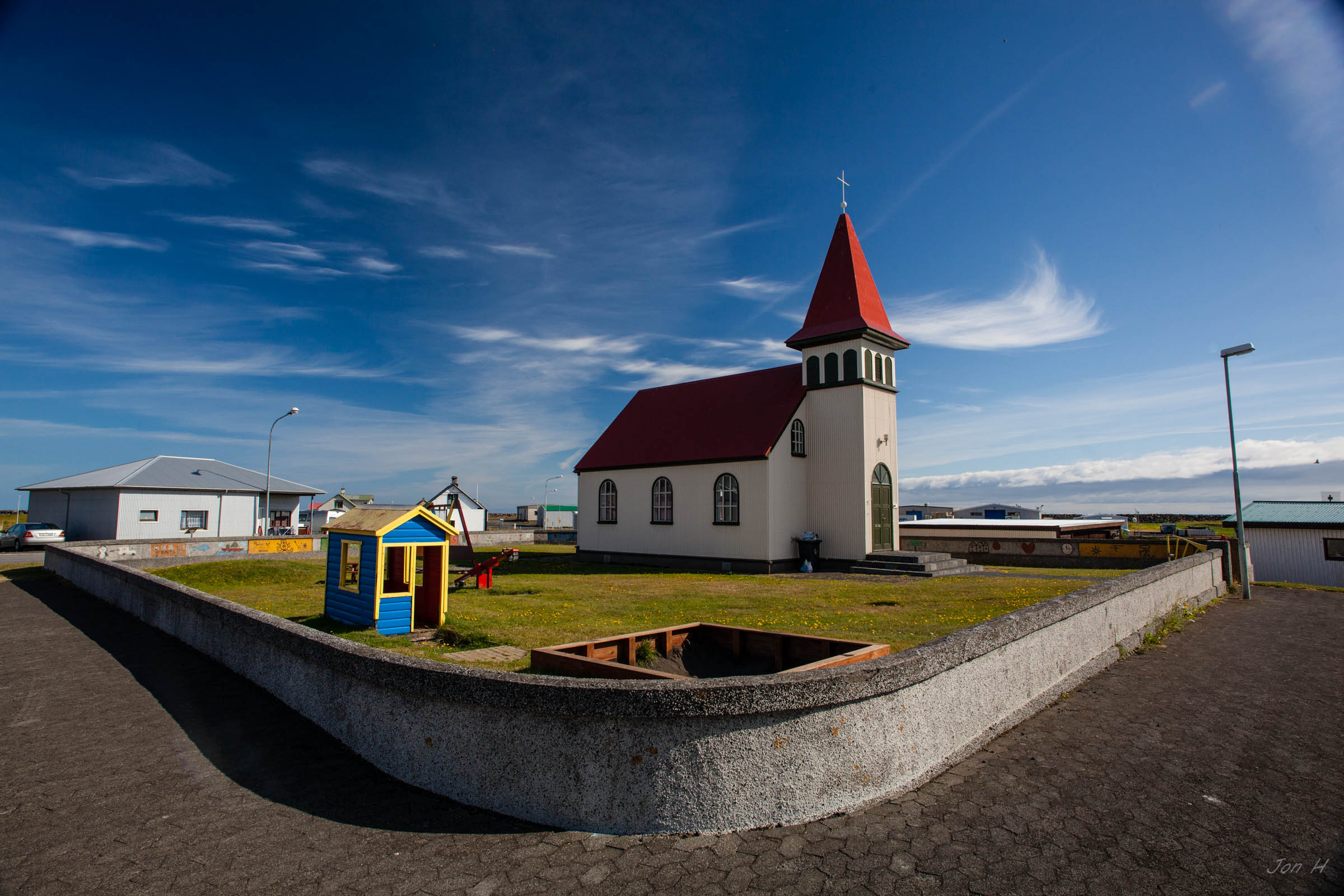
Alte Kirche

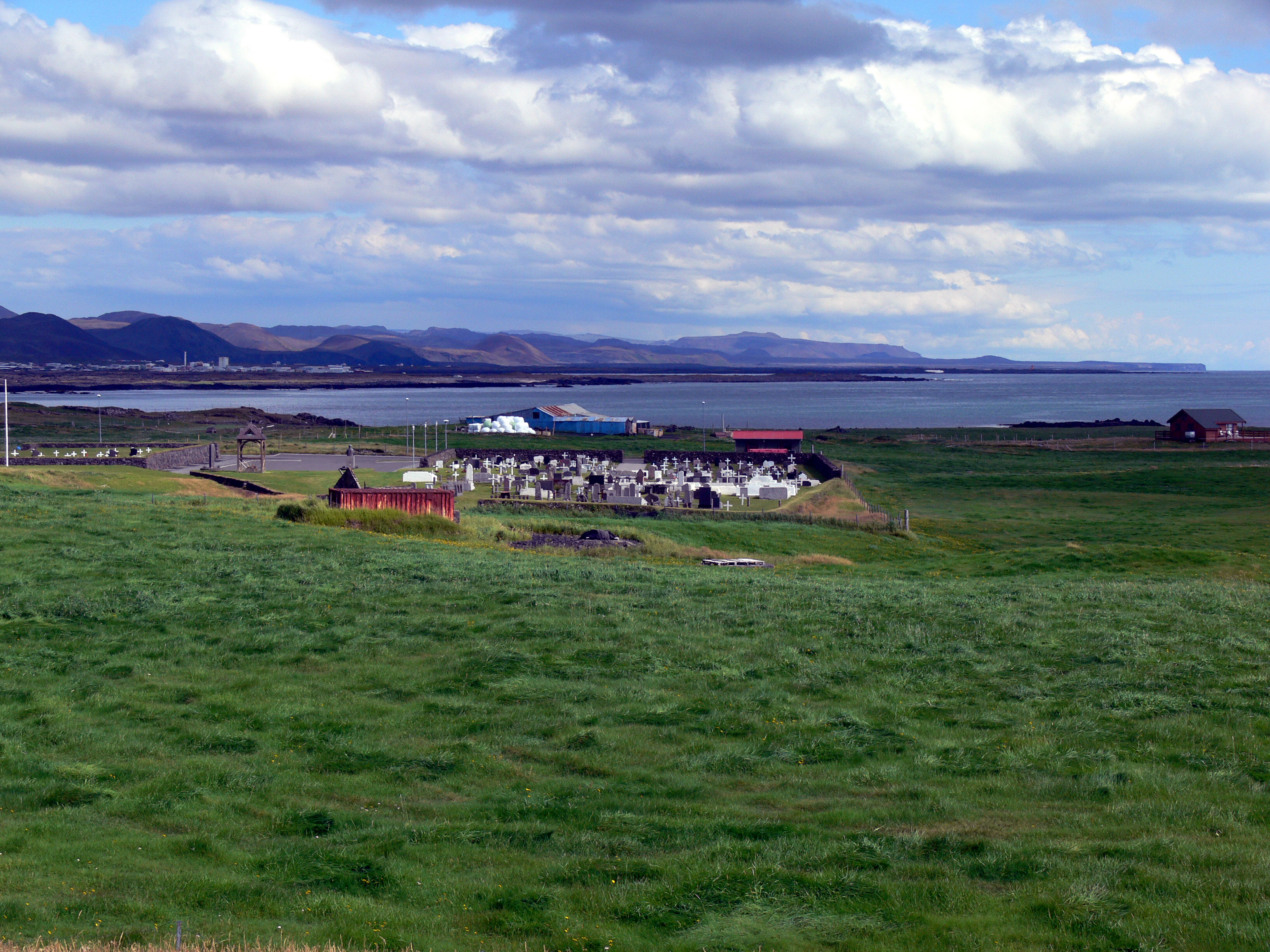
Friedhof

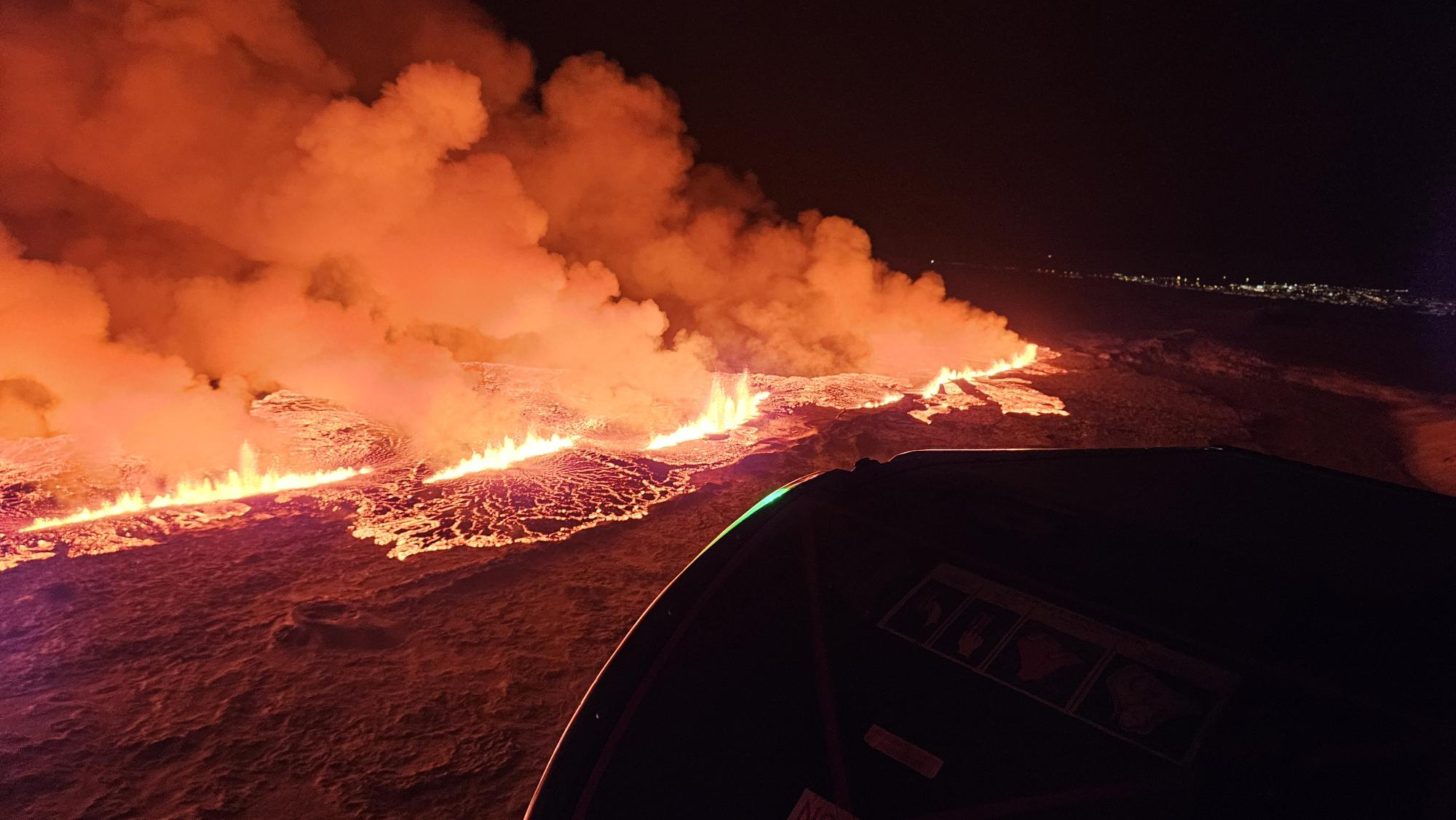
Die kilometerlange Spalte des Ausbruchs der Magmaintrunsion vom Dezember 2023 mit ausfließender Lava von einem Hubschrauber aus, rechts hinten Grindavík

1703 zählte Grindavík 214 Einwohner, und im Jahre 1900 waren es 357. 1909 wurde wieder eine Kirche errichtet. Die Einwohnerzahl von Grindavík lag 1930 bei nur 257, 1940 dann bei 267, 1950 bereits bei 492. Bis 1960 stieg sie auf 740, zehn Jahre später lag sie bei 1.169 und 1980 bei 1.929.
Mit dem Bau eines neuen Hafens in Hópið 1939 verbesserten sich die Bedingungen für die Fischerei, und die Fischindustrie siedelte sich an. Dies bot neue Beschäftigungsmöglichkeiten, sodass die Bevölkerung stark anwuchs. Ein Teil des Zuwachses kommt von der Insel Heimaey, von der die Bevölkerung während eines Vulkanausbruchs teilweise nach Grindavik umgesiedelt werden musste.

### Stadtrechte (1974)
Am 10. April 1974 erhielt Grindavík, das inzwischen rund 1.600 Einwohner hatte, die Stadtrechte. Bis 1989 wuchs die Einwohnerzahl weiter auf 2.161 Einwohner an.

### Vulkanausbrüche (ab 2023)
In der Nacht auf den 11. November 2023 wurde die Stadt zwischen 23 Uhr und 02:30 Uhr vollständig evakuiert, nachdem die Halbinsel Reykjanes wiederholt von Erdbeben erschüttert worden war und das Zentrum der seismischen Aktivität sich Richtung Grindavík bewegt hatte. Die Sicherheitsbehörden befürchteten, dass sich unter der Stadt ein Magmatunnel gebildet habe (Intrusion), und schlossen nicht aus, dass sich in der Folge eine Vulkanspalte öffnet. Im benachbarten Svartsengi-Kraftwerk musste aus Sicherheitsgründen auch das Personal das Gelände verlassen.
Am Abend des 18. Dezember 2023 brach einige Kilometer nordöstlich von Grindavík Lava entlang einer mehrere Kilometer langen Spalte aus. In der Stadt brachen Gräben auf, Straßen, Infrastruktur und Häuser wurden durch Erdbeben und Bodenbewegungen beschädigt. Nachdem dieser Ausbruch zunächst zum Erliegen gekommen war und die Bewohner nach Grindavík zurückkehren konnten, wurde mit Reparaturen begonnen. Am 10. Januar fiel ein Arbeiter, der mit Reparaturen beschäftigt war, in eine mindestens 30 Meter tiefe Spalte, die mit Wasser gefüllt war, und wurde nicht mehr wiedergefunden.
Am 14. Januar 2024 gab es erneute Lavaausbrüche, und der Ort musste wieder evakuiert werden. Ein Ausbruch fand in unmittelbarer Nähe der bebauten Fläche von Grindavík statt. Die Lava erreichte nach kurzer Zeit den Ort und führte zu Zerstörungen. Am folgenden Tag ging die Aktivität dieses Ausbruchs zurück. Zum Schutz des Svartsengi-Kraftwerks und der Stadt waren noch kurz zuvor Wälle errichtet worden, die aber die Lavaflüsse nur teilweise aufhalten konnten (die Ausbruchsstelle, deren Lava Grindavík erreichte, lag zwischen der Stadt und einem solchen Wall). Am 16. Januar waren die Lavaflüsse gänzlich zum Erliegen gekommen. Die Gräben in der Stadt und die Schäden an Häusern stellen die Bewohnbarkeit der Stadt für die nächste Zeit grundsätzlich infrage. Die Stadt ist für die Bewohner seither nur beschränkt zugänglich.

## Fischerei und Wirtschaft
Die Mehrzahl der Einwohner lebt von Fischfang, -verarbeitung und -handel. Es befinden sich gute Fischgründe direkt vor Grindavík auf dem Schelfsockel des Reykjanesrückens. Infolgedessen hat der inzwischen ausgebaute Hafen eine erhebliche Bedeutung für die Wirtschaft des Landes.
Der vor der Küste gefangene Fisch – meist Hering, Lodde, Seewolf und Kabeljau – wurde bis Ende des 19. Jahrhunderts durch Trocknung konserviert; später in Salz gelegt und seit der zweiten Hälfte des 20. Jahrhunderts eingefroren. Um diese Entwicklung zugänglich zu machen, wurde das Salzfischmuseum Grindavík, das Fang- und Verarbeitungsmethoden darstellt, gegründet.

## Sport

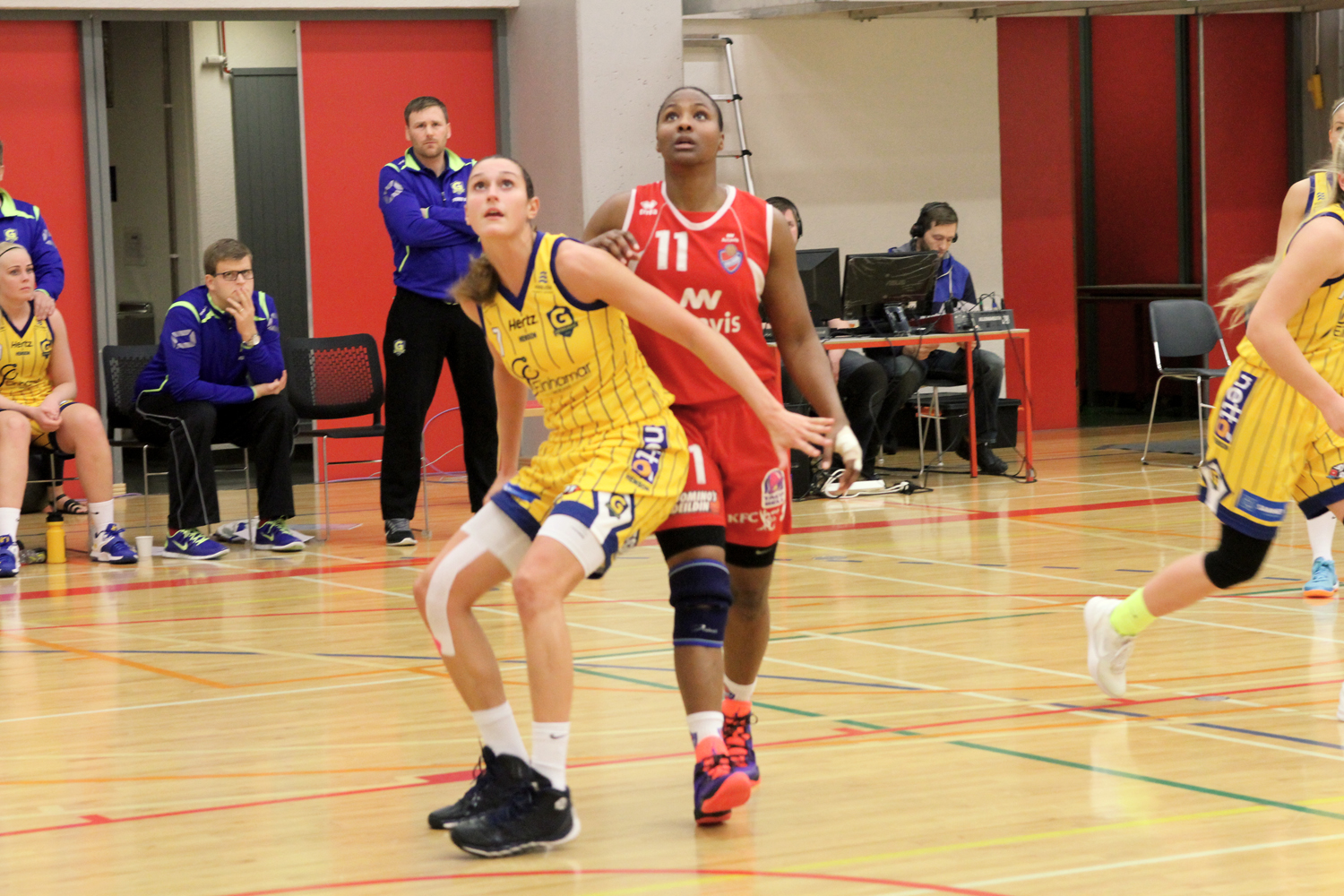
Basketballspielerinnen aus Grindavík und von Haukar aus Hafnarfjörður

In Grindavík gibt es den Sportverein UMF Grindavík (UMFG).

## Sehenswürdigkeiten
Etwa vier Kilometer nördlich von Grindavík befindet sich die Blaue Lagune (Isländisch: Bláa Lónið), eine Geothermalquelle, die heißes Mineralwasser des nahegelegenen Svartsengi-Kraftwerks für den Badebetrieb nutzt.
Auf der südöstlich des Ortes gelegenen Halbinsel Hópsnes steht der grell-orangefarbene Leuchtturm Hópsnesviti von 1928. In der Umgebung des Turms liegen einige verrostete Wracks von Schiffen, die in der gefährlichen Brandung der Küste verunglückten.
In Grindavík befinden sich zwei Kirchen: Die ältere, traditionell wellblechverkleidete Grindavíkurkirkja eldri aus dem Jahre 1909 wurde am 12. September 1982 profaniert, und das Gebäude wird seitdem als Kindergarten genutzt. Die größere Betonkirche Grindavíkurkirkja yngri wurde 1982 nach zehnjähriger Bauzeit eingeweiht und bietet 240 Menschen Platz.
Im Kulturzentrum Kvikan ist die Dauerausstellung „Saltfiskur í sögu þjóðar“ (Salzfisch in der Geschichte des Nation) über die für Grindavík nach wie vor sehr bedeutsame Salzfischverarbeitung mit Erläuterungen auf Isländisch, Englisch, Deutsch und Französisch zu sehen.

## Infrastruktur

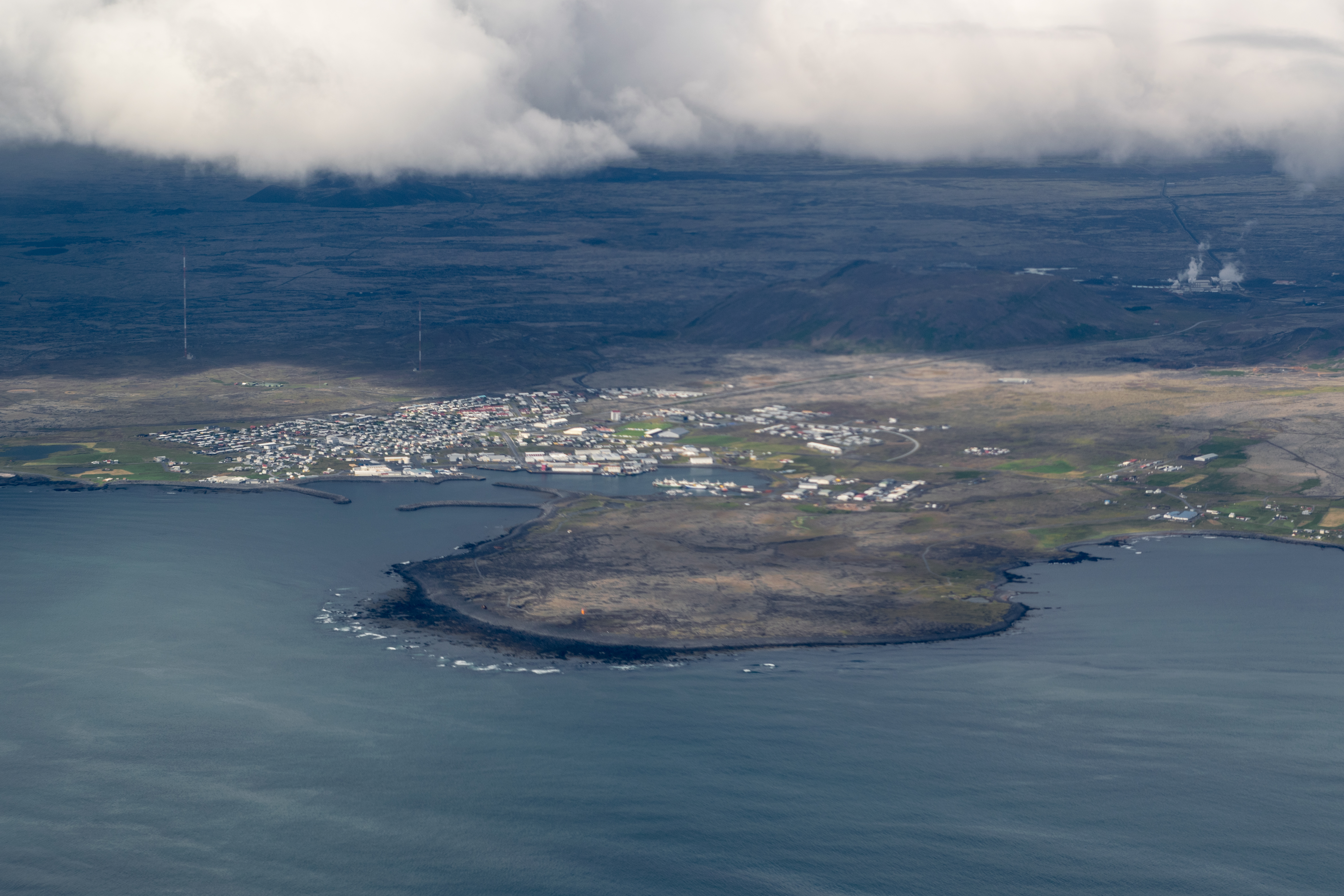
Grindavík, links die Sendemasten, rechts im Hintergrund die Blaue Lagune

Grindavík verfügt über mehrere Restaurants, ein Hotel, Gästehaus, Campingplatz, mehrere Geschäfte, Banken, Gesundheitszentrum, Schulen, Bibliothek, Freibad, Sporthalle, Sportplatz, Golfplatz. Mehrere Unternehmen bieten Mietwagen an und organisieren Ausflüge mit Pferd oder Pkw.

## Sender der US-Streitkräfte
In Grindavik befindet sich die Naval Radio Transmitter Facility Grindavik der US-Marine. Sie besitzt zwei Sendemasten, die 182,9 Meter und 304,8 Meter hoch sind und 1983 und 1993 errichtet wurden. Letzterer ist das zweithöchste Bauwerk in Island.

## Söhne und Töchter der Gemeinde
- Guðbergur Bergsson (1932–2023), Schriftsteller
- Kalli Bjarni, erster Gewinner der isländischen Ausgabe von Pop Idol
- Ingibjörg Sigurðardóttir (* 1997), Fußballspielerin

## Städtepartnerschaften
- Penistone, Vereinigtes Königreich
- Rovaniemi, Finnland
- Hirtshals, Dänemark
- Jonzac, Frankreich
- Piteå, Schweden
- Ílhavo, Portugal